# ТЭЦ Андрыхув (Гута Ченстохова)
ТЭЦ Андрыхув (Гута Ченстохова) — теплоэлектроцентраль на юго-западе Польши в городе Ченстохова.
Теплоэлектроцентраль на восточной окраине Ченстоховы принадлежала металлургическому комбинату Гута Ченстохова (который в 2003 году был выкуплен украинской компанией ПСД и получил соответствующее дополнение к своей названию). В 2007 году в ходе реструктуризации ТЭЦ выделили из состава комбината, после чего за нее стала заботиться компания ELSEN S.A. По состоянию на начало 2010-х годов станция обеспечивала около 30 % потребностей Ченстоховы в тепловой энергии.
Помимо покрытия коммунальных потребностей, она поставляла технологическую пару соседнему металлургическому производству и коксохимическому заводу Ченстохова-Нова.
Станция имеет четыре угольных паровых котла OKPG-60 общей мощностью 190 МВт, три из которых были установлены в 1950-х годах, а еще один в 1980-х. Кроме основного топлива они также потребляют определенные объемы коксового газа, подача которого зависит от режима работы КХЗ (19 % в 2007 году, 6 % в 2009 году). В 2011 году один из котлов перевели на сжигание биомассы, для которой предназначены 4 из 6 его пальников (два других газовые). Также существует водогрейный котел на мазуте и природном газе PTWM-100 (установленный в 1970-х годах), который работает только в пиковом режиме во время сильных морозов.
Для производства электрической энергии на ТЭЦ установлены две турбины: с 2000 года работает изделие компании Siemens мощностью 12 МВт, а в 2010 году установили турбину AEG мощностью 10 МВт. В середине 2010-х годов годовая выработка электроэнергии колебалась от 35 до 39 млн кВт-ч.
В 2018 году владелец ТЭЦ подписал с компанией Siemens соглашение о поставке еще одной турбины мощностью 14 МВт.